# مقاطعة بون (أركنساس)
مقاطعة بون (بالإنجليزية: Boone County)‏ هي إحدى مقاطعات ولاية أركنساس في الولايات المتحدة الأمريكية.